# Anvil of Dawn
Anvil of Dawn est un jeu vidéo de type dungeon crawler, situé dans un monde médiéval-fantastique, développé par DreamForge Intertainment et édité en 1995 par New World Computing. Le jeu n'est pas traduit en français (dans cet article, des notes indiquent les termes employés en cours de partie).

## Synopsis
Le monde de Tempest est envahi par un seigneur de guerre devenu surpuissant grâce au cadeau d'un dieu maléfique. Les forces du bien sont balayées ; leur dernier espoir réside dans cinq aventuriers envoyés à la recherche de l'objet qui confère son invincibilité à leur ennemi.
Le joueur incarne l'un de ces héros sur qui repose le destin du monde : il devra réunir les éléments qui permettront de construire un coffre magique, qui à son tour permettra de transporter l'artefact maléfique jusqu'à l'endroit où les dieux ont forgé le monde, appelé Anvil of Dawn, puis de le détruire.

## Système de jeu
Le joueur choisit d'abord un personnage parmi cinq déjà prédéfinis, puis en modifie éventuellement les caractéristiques : force, endurance, agilité, et puissance, qui déterminent le nombre de points de vie du personnage, ses talents au combat, ses capacités en magie. Chaque personnage possède quatre compétences de combat et sept compétences de magie à leur niveau le plus bas.
L'aventure commence alors dans un château, où le joueur se familiarise avec les bases du jeu, obtient une arme, et apprend ses deux premiers sorts. Il trouvera ensuite, dans différents donjons, des potions et des objets qui amélioreront ses caractéristiques, ou qui lui permettront de mieux se battre ou de lancer des sortilèges sans dépenser de points de magie (armes et armures magiques, pendentifs enchantés, nouveaux sorts). Les points d'expérience, qui permettent de progresser niveau par niveau, ne sont acquis que par la pratique.
Un système d'endurance limite les possibilités d'utiliser trop fréquemment certains équipements. Ainsi, un personnage ayant peu d'endurance préfèrera utiliser une arme légère plutôt qu'une arme lourde, afin de ne pas s'épuiser trop rapidement. De plus, il n'existe pas de système de repos. Le personnage récupère lentement son endurance et sa magie avec le temps, et peut utiliser des potions ou sacrifier un objet sur un autel pour récupérer plus rapidement. Par conséquent, il est préférable, surtout pour un personnage axé sur la magie, d'utiliser les sortilèges à bon escient.
Le jeu se contrôle essentiellement à la souris ; au clavier, les touches principales sont F1 (aide) et les touches fléchées (mouvements). Les déplacements se font case par case, en vision subjective, avec un système de cartographie automatique. Les dialogues s'effectuent par choix de mots clés. Un journal enregistre les événements importants.
Le jeu possède trois fins différentes, en fonction d'un choix effectué à la fin du jeu, et de l'utilisation ou non d'un objet et d'un sort.